# X射线脉冲星导航
X射线脉冲星导航（英語：X-ray Pulsar-based Navigation，簡稱：或），亦称为脉冲星导航，是一种尚在探索阶段的深空定位导航方法：利用脉冲星发出的X射线辐射作为信息输入，经过处理解算出导航所需的位置、速度、时间、姿态信息。

## 基本原理
由于脉冲星自转的缘故，从脉冲星磁轴的两极发出的两个波束会以一定周期扫过空间的一定范围，形成与自转周期相同的脉冲信号。航天器通过检测不同脉冲星的脉冲信号间隔，可以确定航天器的位置，通过X射线成像仪检测脉冲星相对于航天器的角度可以确定航天器的姿态。该导航方法可以为行星际航行提供高精度的导航信息。

## 优点
- 可以在深空使用，不依赖于测控站、GPS等外部设备[2]。
- X射线辐射能量较射电信号高得多，便于小型设备接收和处理。
- 定轨精度高。使用动力学定轨方法，其定轨精度最樂觀估計可小于10米[3]。

## 进展
中国空间技术研究院已于2016年11月10日发射首颗脉冲星导航试验卫星XPNAV-1 （页面存档备份，存于）。但有学者并不认同“精度达到10米”的说法，并围绕X射线脉冲星导航的精度等问题展开了讨论。

## 关键技术
帅平的文章指出，脉冲星导航的关键技术包括但不限于：
- 脉冲星的巡天观测与数据处理技术
- 脉冲到达时间测量与误差修正技术
- X射线探测器与微弱信号处理技术
- 导航定位时空基准的建立与维持技术
- 自主导航信息处理的稳健滤波技术